# 겨울 연가 (영화)
"겨울 연가"는 한국에서 제작된 이민수 감독의 1992년 드라마 영화이다. 김추련 등이 주연으로 출연하였고 정광웅 등이 제작에 참여하였다.

## 출연

### 주연
- 김추련
- 한윤정

### 조연
- 상일환
- 최경아
- 이석구
- 금미소
- 이영호
- 곽건
- 이백
- 남포동
- 박용팔
- 김황우
- 서평석
- 박희명
- 윤인지
- 김규민

## 기타
- 조명: 김석진
- 조연출: 천경훈
- 조연출: 김기철
- 녹음: 손인호